# Pablo Antonio Vega Mantilla
Pablo Antonio Vega Mantilla (Nagarote, Nicaragua, 17 de agosto de 1919 - San Salvador, El Salvador, 14 de noviembre de 2007) fue un sacerdote y obispo nicaragüense que se desempeñó como Obispo de Juigalpa, entre 1970 a 1993.

## Biografía
Fue ordenado sacerdote el 26 de mayo de 1945. 
En 1970 fue nombrado por el Papa Pablo VI prelado de la Prelatura Territorial de Juigalpa, sucediendo a Julián Luis Barni Spotti.
En 1973 fue nombrado obispo titular de Bononia. 
Recibió la ordenación episcopal el 6 de mayo de 1973 de manos del nuncio apostólico Lorenzo Antonetti y de los co-consagradores, Luis Chávez y González (salvadoreño) y Román Arrieta Villalobos (costarricense).
El 4 de julio de 1986 fue expulsado hacia Honduras por el gobierno sandinista por su supuesto apoyo a la Contra.
De 1993 a 1995 fue presidente de la Conferencia Episcopal de Nicaragua. 
En 1993 el Papa Juan Pablo II le aceptó su renuncia al cargo de obispo.